# Passeig de la Petxina
El passeig de la Petxina és una via urbana de València. Està situat entre el carrer del Nou d'octubre i el carrer de Guillem de Castro. Fita amb l'avinguda de Ferran el Catòlic i corre paral·lel amb el Jardí del Túria, així vorejant els ponts del Nou d'Octubre, de Campanar, d'Ademús i de les Arts.
Serveix els barris de la Petxina, del Botànic i de Nou Moles. Al punt més occidental hi ha un parc i al punt més oriental, el Jardí Botànic i el Museu Arqueològic. A la fita amb Guillem de Castro, es troba l'Institut Valencià d'Art Modern o IVAM.
Té una parada de metro amb el nom de Túria.